# Morti nel 2002/Febbraio
| Questa pagina contiene informazioni ricavate automaticamente dalle voci biografiche con l'ausilio del template Bio e di un bot. L'aggiornamento è periodico e automatico e ricostruisce completamente la pagina. Se manca una persona in questa lista, sei pregato di non aggiungerla, ma accertati piuttosto che la sua voce biografica contenga il template Bio e che i dati anagrafici siano correttamente compilati. Se il template Bio manca, inseriscilo tu stesso o, in alternativa, metti l'avviso {{tmp\|Bio}} che ne segnala la mancanza. Se i dati riportati sono sbagliati, correggi direttamente la voce biografica; le modifiche saranno visibili in questa lista entro pochi giorni. Per chiarimenti vedi il progetto biografie. La lista contiene solo le 132 persone che sono citate nell'enciclopedia e per le quali è stato implementato correttamente il template Bio. Pagina aggiornata al 18 giu 2025. |

- 1º febbraio - Aykut Barka, geologo turco (n. 1951)
- 1º febbraio - Hildegard Knef, attrice, cantante e scrittrice tedesca (n. 1925)
- 1º febbraio - Luigi Orlandi, politico e partigiano italiano (n. 1909)
- 1º febbraio - Daniel Pearl, giornalista statunitense (n. 1963)
- 1º febbraio - Pierre Vago, architetto francese (n. 1910)
- 2 febbraio - Paul Baloff, cantante statunitense (n. 1960)
- 2 febbraio - Ezio Bienaimé, architetto italiano (n. 1923)
- 2 febbraio - Alberto Ceccherini, cestista e allenatore di pallacanestro italiano (n. 1954)
- 2 febbraio - Ed Jucker, allenatore di pallacanestro statunitense (n. 1916)
- 2 febbraio - Thomas Morley, botanico statunitense (n. 1917)
- 2 febbraio - Robert Ouédraogo, presbitero e musicista burkinabé (n. 1922)
- 2 febbraio - Carlo Urru, vescovo cattolico italiano (n. 1915)
- 3 febbraio - Nelson Royal, wrestler statunitense (n. 1935)
- 3 febbraio - Bill Harvey, allenatore di calcio e calciatore inglese (n. 1920)
- 3 febbraio - Julien Rassam, attore francese (n. 1968)
- 3 febbraio - Mel McGaha, cestista, allenatore di pallacanestro e giocatore di baseball statunitense (n. 1926)
- 3 febbraio - Aglaja Veteranyi, scrittrice romena (n. 1962)
- 4 febbraio - Agatha Barbara, politica maltese (n. 1923)
- 4 febbraio - Sigvard Bernadotte, principe svedese (n. 1907)
- 4 febbraio - Bert Head, calciatore, allenatore di calcio e dirigente sportivo inglese (n. 1916)
- 4 febbraio - George Nader, attore statunitense (n. 1921)
- 4 febbraio - Roberto Osio, alpinista italiano (n. 1929)
- 5 febbraio - Laura Di Falco, scrittrice italiana (n. 1910)
- 5 febbraio - André Jacowski, allenatore di calcio e calciatore francese (n. 1921)
- 6 febbraio - Lucien Golvin, storico dell'arte francese (n. 1908)
- 6 febbraio - Wendell Marshall, contrabbassista statunitense (n. 1920)
- 6 febbraio - Max Perutz, biologo e cristallografo austriaco (n. 1914)
- 6 febbraio - Yehoshua Rozin, allenatore di pallacanestro israeliano (n. 1918)
- 6 febbraio - Guy Stockwell, attore statunitense (n. 1933)
- 7 febbraio - Giuseppe Bucchia, calciatore italiano (n. 1910)
- 7 febbraio - Jack Fairman, pilota automobilistico inglese (n. 1913)
- 7 febbraio - Alfonso Grassi, pittore italiano (n. 1918)
- 7 febbraio - Tony Pond, pilota di rally britannico (n. 1945)
- 8 febbraio - AG Fronzoni, designer e educatore italiano (n. 1923)
- 8 febbraio - Elisabeth Mann Borgese, scrittrice tedesca (n. 1918)
- 8 febbraio - Ong Teng Cheong, politico singaporiano (n. 1936)
- 8 febbraio - Duggie Reid, calciatore scozzese (n. 1917)
- 8 febbraio - Zizinho, calciatore e allenatore di calcio brasiliano (n. 1921)
- 8 febbraio - Antar Zouabri, terrorista algerino (n. 1970)
- 9 febbraio - Michael Joseph Begley, vescovo cattolico statunitense (n. 1909)
- 9 febbraio - Margaret, contessa di Snowdon, principessa britannica (n. 1930)
- 9 febbraio - Judson Pratt, attore statunitense (n. 1916)
- 10 febbraio - Dominique Barthélemy, presbitero francese (n. 1921)
- 10 febbraio - Josef F. Blumrich, ingegnere austriaco (n. 1913)
- 10 febbraio - John Erickson, storico britannico (n. 1929)
- 10 febbraio - Ramón Arellano Félix, criminale messicano (n. 1964)
- 10 febbraio - Dave Van Ronk, musicista e cantautore statunitense (n. 1936)
- 10 febbraio - Vernon A. Walters, diplomatico e generale statunitense (n. 1917)
- 11 febbraio - Ugo Fasano, regista italiano (n. 1907)
- 11 febbraio - Barry Foster, attore britannico (n. 1931)
- 11 febbraio - Traudl Junge, scrittrice tedesca (n. 1920)
- 11 febbraio - Gaetano Stammati, politico e dirigente pubblico italiano (n. 1908)
- 12 febbraio - Vincenzo Cirrincione, vescovo cattolico italiano (n. 1926)
- 12 febbraio - John Eriksen, calciatore danese (n. 1957)
- 12 febbraio - Ramón Grosso, calciatore spagnolo (n. 1943)
- 12 febbraio - Michele Pantaleone, saggista, giornalista e politico italiano (n. 1911)
- 12 febbraio - José Travassos, calciatore portoghese (n. 1926)
- 13 febbraio - George Bray, calciatore britannico (n. 1918)
- 13 febbraio - Bob Gerber, cestista statunitense (n. 1916)
- 13 febbraio - Waylon Jennings, cantante e musicista statunitense (n. 1937)
- 13 febbraio - Manfred Kuschmann, mezzofondista tedesco (n. 1950)
- 13 febbraio - Antonio Ratti, imprenditore italiano (n. 1915)
- 14 febbraio - Domènec Balmanya, calciatore e allenatore di calcio spagnolo (n. 1914)
- 14 febbraio - John Desmond Clark, paleontologo britannico (n. 1916)
- 14 febbraio - Nándor Hidegkuti, calciatore e allenatore di calcio ungherese (n. 1922)
- 14 febbraio - Angelo Meroni, calciatore italiano (n. 1916)
- 14 febbraio - Giuseppe Sinesio, politico italiano (n. 1921)
- 14 febbraio - Günter Wand, direttore d'orchestra e compositore tedesco (n. 1912)
- 14 febbraio - Geneviève de Gaulle-Anthonioz, partigiana francese (n. 1920)
- 15 febbraio - Maria Luisa Falorni, psicologa italiana (n. 1921)
- 15 febbraio - Lucille Lund, attrice statunitense (n. 1913)
- 15 febbraio - Vincenzo Monti, fumettista italiano (n. 1941)
- 15 febbraio - Ke Pauk, rivoluzionario e politico cambogiano (n. 1934)
- 15 febbraio - Jacques Roulot, schermidore francese (n. 1933)
- 15 febbraio - Turi Scalia, attore e regista teatrale italiano (n. 1921)
- 15 febbraio - Howard K. Smith, giornalista, conduttore radiofonico e conduttore televisivo statunitense (n. 1914)
- 15 febbraio - Kevin Tod Smith, attore neozelandese (n. 1963)
- 16 febbraio - Tommy Crutcher, giocatore di football americano statunitense (n. 1941)
- 16 febbraio - Walter Winterbottom, calciatore e allenatore di calcio inglese (n. 1913)
- 17 febbraio - Giustino Durano, attore italiano (n. 1923)
- 17 febbraio - Lev Aleksandrovič Kulidžanov, regista cinematografico sovietico (n. 1923)
- 17 febbraio - Johann Liebenberger, pallanuotista austriaco (n. 1930)
- 17 febbraio - Franco Sorrenti, musicista e chitarrista italiano (n. 1941)
- 17 febbraio - Giovanni Tabacco, storico e medievista italiano (n. 1914)
- 18 febbraio - Marcello Craveri, storico delle religioni e biblista italiano (n. 1914)
- 18 febbraio - Federico Del Prete, sindacalista italiano (n. 1957)
- 18 febbraio - Jack Lambert, attore statunitense (n. 1920)
- 19 febbraio - Lila De Nobili, disegnatrice, pittrice e scenografa italiana (n. 1916)
- 19 febbraio - Arthur Eisenmenger, disegnatore tedesco (n. 1914)
- 19 febbraio - Virginia Hamilton, scrittrice statunitense (n. 1936)
- 19 febbraio - Sal Bartolo, pugile statunitense (n. 1917)
- 19 febbraio - Sylvia Rivera, attivista statunitense (n. 1951)
- 19 febbraio - Mátyás Tóth, calciatore ungherese (n. 1918)
- 20 febbraio - Denis Kelleher, calciatore nordirlandese (n. 1918)
- 20 febbraio - Michel Payen, calciatore francese (n. 1915)
- 20 febbraio - Branko Stanković, allenatore di calcio e calciatore jugoslavo (n. 1921)
- 20 febbraio - Laura duPont, tennista statunitense (n. 1949)
- 21 febbraio - Laudomia Bonanni, scrittrice italiana (n. 1907)
- 21 febbraio - Ramiro Gremese, calciatore italiano (n. 1918)
- 21 febbraio - Pietro Grossi, compositore, programmatore e violoncellista italiano (n. 1917)
- 21 febbraio - Antonio Montessoro, politico italiano (n. 1938)
- 21 febbraio - John Thaw, attore inglese (n. 1942)
- 22 febbraio - Paddy Ambrose, allenatore di calcio e calciatore irlandese (n. 1929)
- 22 febbraio - Roden Cutler, diplomatico australiano (n. 1916)
- 22 febbraio - Raymond Firth, etnologo neozelandese (n. 1901)
- 22 febbraio - Chuck Jones, regista, produttore cinematografico e sceneggiatore statunitense (n. 1912)
- 22 febbraio - Orlando Rondini, pallonista italiano (n. 1924)
- 22 febbraio - Jonas Malheiro Savimbi, politico, generale e guerrigliero angolano (n. 1934)
- 22 febbraio - Arne Selmosson, calciatore svedese (n. 1931)
- 22 febbraio - Fiorino Tagliaferri, vescovo cattolico italiano (n. 1921)
- 22 febbraio - Barbara Valentin, attrice austriaca (n. 1940)
- 23 febbraio - Maria Corti, filologa, critica letteraria e scrittrice italiana (n. 1915)
- 23 febbraio - Franz Elbern, calciatore tedesco (n. 1910)
- 23 febbraio - Bernd Hartstein, tiratore a segno tedesco (n. 1947)
- 23 febbraio - Peaches Jackson, attrice statunitense (n. 1913)
- 24 febbraio - Roger Boss, pianista e insegnante svizzero (n. 1924)
- 24 febbraio - Martin Esslin, scrittore, traduttore e giornalista ungherese (n. 1918)
- 24 febbraio - Arthur Lyman, musicista statunitense (n. 1932)
- 24 febbraio - Leo Ornstein, compositore e pianista statunitense (n. 1893)
- 24 febbraio - Mel Stewart, attore e musicista statunitense (n. 1929)
- 25 febbraio - Vittorio Sgroi, magistrato e giurista italiano (n. 1926)
- 26 febbraio - Ada Del Vecchio Guelfi, politica italiana (n. 1921)
- 26 febbraio - Werner Grothmann, militare tedesco (n. 1915)
- 26 febbraio - Greg Losey, pentatleta statunitense (n. 1950)
- 26 febbraio - Hans Bernhard Meyer, presbitero austriaco (n. 1924)
- 26 febbraio - Lawrence Tierney, attore statunitense (n. 1919)
- 26 febbraio - Tony Young, attore statunitense (n. 1937)
- 27 febbraio - Georges Beaucourt, calciatore francese (n. 1912)
- 27 febbraio - Émile Le Bigaut, ciclista su strada francese (n. 1933)
- 27 febbraio - Spike Milligan, attore, scrittore e musicista irlandese (n. 1918)
- 28 febbraio - Helmut Zacharias, violinista, compositore e conduttore televisivo tedesco (n. 1920)
- 28 febbraio - Úlfar Þórðarson, pallanuotista islandese (n. 1911)